# Course aux points féminine aux Jeux olympiques d'été de 2000
Navigation
Atlanta 1996 Athènes 2004
La course aux points féminine est l'une des douze compétitions de cyclisme sur piste aux Jeux olympiques de 2000. Elle consistait en 100 tours de piste (25 kilomètres). 10 sprints étaient disputés donnant respectivement 5, 3, 2 et 1 points aux quatre premiers. Les points du dernier sprint sont doublés.

## Course (21 septembre)
| Rang                                | Cycliste             | Pays             | Points |
| ----------------------------------- | -------------------- | ---------------- | ------ |
| Médaille d'or, Jeux olympiques      | Antonella Bellutti   | Italie           | 19     |
| Médaille d'argent, Jeux olympiques  | Leontien van Moorsel | Pays-Bas         | 16     |
| Médaille de bronze, Jeux olympiques | Olga Slyusareva      | Russie           | 15     |
| 4                                   | Judith Arndt         | Allemagne        | 12     |
| 5                                   | Belem Guerrero       | Mexique          | 12     |
| 6                                   | Marion Clignet       | France           | 11     |
| 7                                   | Dori Ruano           | Espagne          | 10     |
| 8                                   | Sarah Ulmer          | Nouvelle-Zélande | 9      |
| 9                                   | Alayna Burns         | Australie        | 7      |
| 10                                  | Erin Mirabella       | États-Unis       | 6      |
| 11                                  | María Luisa Calle    | Colombie         | 2      |
| 12                                  | Rasa Mažeikytė       | Lituanie         | 2      |
| 13                                  | Fang Fen-Fang        | Taipei chinois   | 0      |
| 14                                  | Emma Davies          | Grande-Bretagne  | 0      |
| 15                                  | Michaela Brunngraber | Autriche         | 0      |
| 16                                  | Akemi Morimoto       | Japon            | 0      |
| 17                                  | Maureen Kaila        | Salvador         | 0      |

## Sources
- Résultats